# Leon Alam
Leon Dewan Alam (* 1996 in Hamburg) ist ein deutscher Politiker (Bündnis 90/Die Grünen). Seit Juni 2023 ist er  Vorsitzender von Bündnis 90/Die Grünen Hamburg.

## Leben
Alam wuchs in Hamburg auf und legte 2014 sein Abitur am Emilie-Wüstenfeld-Gymnasium ab. Er studierte Medien- und Kommunikationswissenschaft an der Universität Hamburg, wo er 2019 seinen Bachelor of Arts abschloss. Seine Abschlussarbeit schrieb Alam zum Thema der Berichterstattung über Femizide im Boulevard- und im Qualitätsjournalismus. Aktuell studiert Alam Politikwissenschaft im Master an der Universität Hamburg.

## Politik
Alam trat nach den Bundestagswahlen 2017 der Grünen Jugend und Bündnis 90/Die Grünen bei. Von 2019 bis 2021 vertrat er den Hamburger Landesverband der Grünen Jugend als Sprecher. Alam war von 2021 bis 2023 stellvertretender Landesvorsitzender der Grünen in Hamburg. Im Juni 2023 wurde er mit 84,5 % der Stimmen zum Landesvorsitzenden der Grünen in Hamburg gewählt.